# Angelo della pace

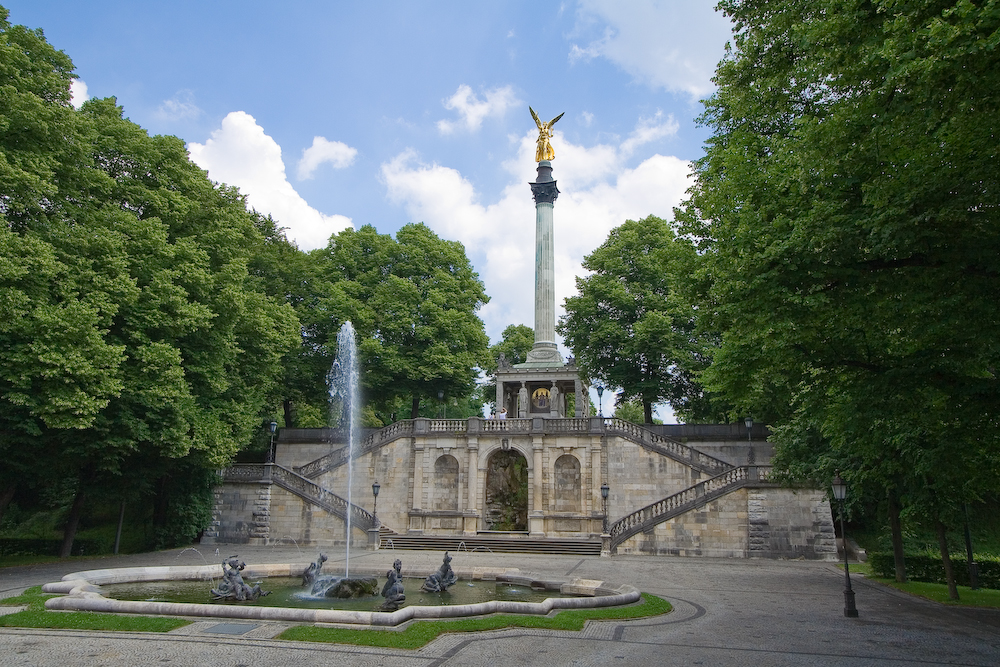
Il monumento

Il Friedensengel o Angelo della Pace è un monumento di Monaco di Baviera, che sorge sulla riva destra dell'Isar al termine del Ponte Principe Reggente.

## Storia e descrizione

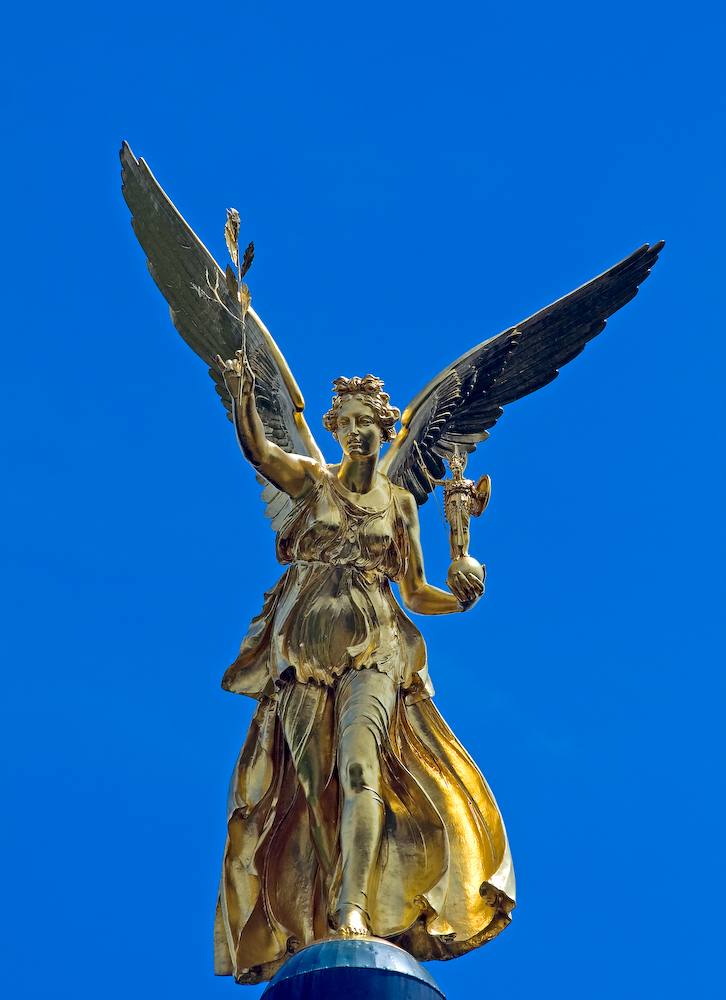
La statua dell'Angelo della Pace

Il monumento venne eretto per festeggiare i 25 anni di pace che seguirono la guerra Franco-Prussiana del 1870-71. Venne progettato dall'architetto Jacob Möhl nel 1891, su commissione del consiglio comunale e venne costruito nel 1896-99 da Heinrich Düll, Max Heilmeier e Georg Pezold. Il monumento sorge sulle Terrazze Massimiliane, poste lungo la riva dell'Isar; queste ultime sono sorrette da un muro in cui si trovano tre nicchie. La centrale, che ricorda una caverna, fa da sfondo alla fontana che vi si trova di fronte. Una scalinata con balaustra decorativa porta al monumento vero e proprio.
Il basamento su cui poggia il monumento ha la forma di una sala aperta, con cariatidi e colonne. In questa sala si trovano i ritratti dei generali e dei sovrani impegnati nella guerra: gli imperatori Guglielmo I, Federico III e Guglielmo II, i sovrani di Baviera Ludovico II, Ottone e Luitpold, Otto von Bismarck, i generali Helmuth Karl Bernhard von Moltke, Albrecht von Roon, Ludwig von der Tann, Jakob von Hartmann e Siegmund von Pranckh. Tale sala fu realizzata tenendo presente il modello dell'Eretteo dell'acropoli di Atene. All'interno della sala si trovano anche dei mosaici rappresentanti le allegorie di pace, guerra, vittoria e cultura. Al di sopra della sala si diparte una colonna in stile corinzio, alta 25 metri, sulla cui cima è posta la statua dell'Angelo della Pace, alta 6 metri, che imita la statua della Nike di Paionio sul monte Olimpo.

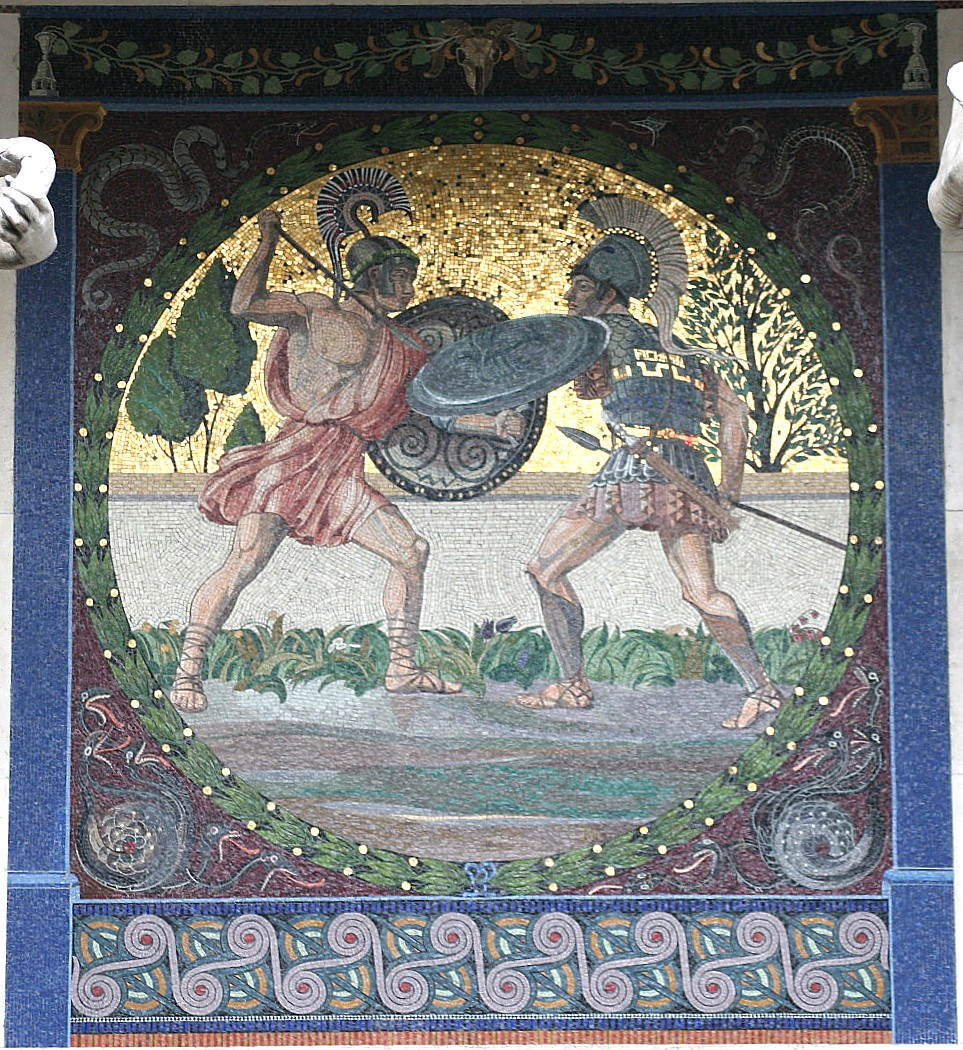
Mosaico Nord
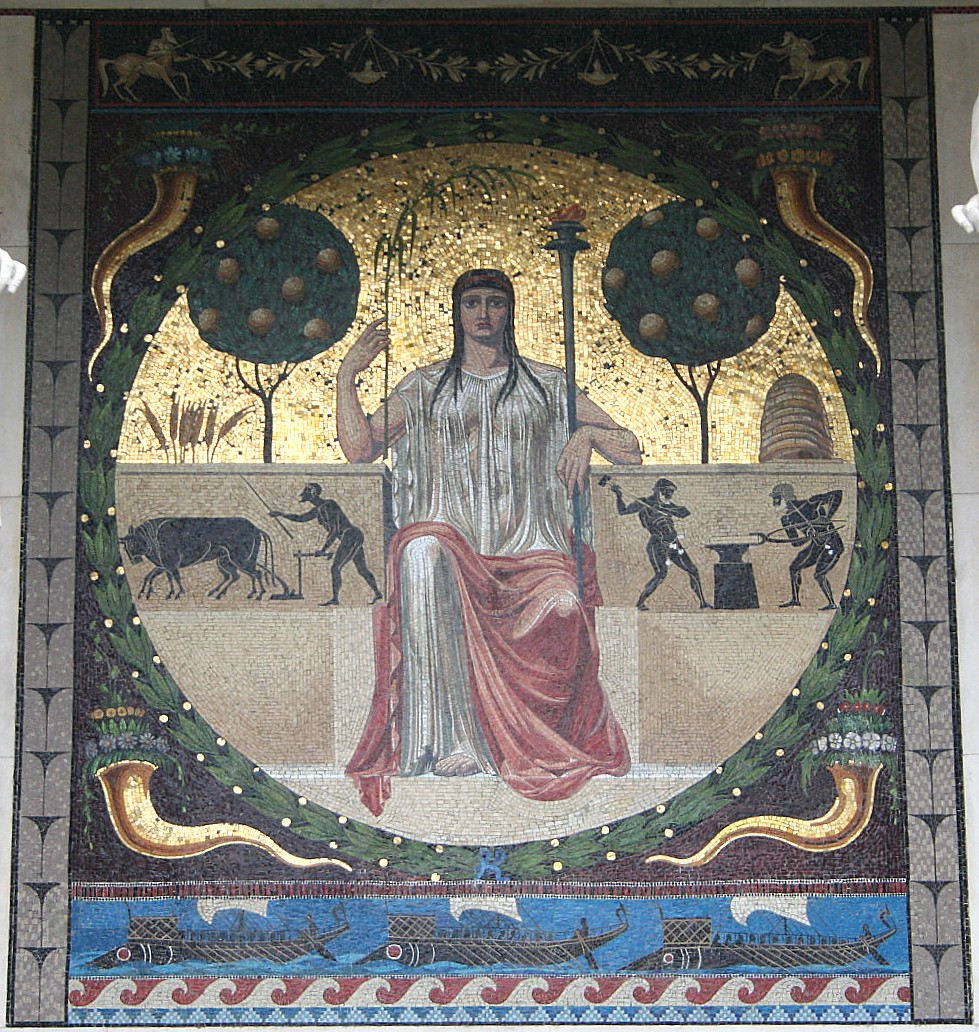
Mosaico Est